# Masis (oraș)
Masis (armeană Մասիս) este un oraș din Provincia Ararat, Armenia.